# Where Myth Fades to Legend
| Críticas profissionais | Críticas profissionais |
| Avaliações da crítica  | Avaliações da crítica  |
| Fonte                  | Avaliação              |
| ---------------------- | ---------------------- |
| AbsolutePunk.net       | (46%)                  |
| Music Reviewer         | (7/10)                 |

Where Myth Fades to Legend é o segundo álbum de estúdio da banda americana de post-hardcore Alesana, lançado pela Fearless Records em 3 de junho de 2008. O álbum foi produzido por Steve Evetts e gravado em Los Angeles, Califórnia.
Igual ao álbum anterior, a maioria das músicas estão relacionados com fábulas e as "histórias favoritas" dos membros da banda, compilados a partir de Os Irmãos Grimm, com exceção de As You Wish", que é baseado na história A Princesa Prometida, juntamente com "This Is Usually The Part Where People Scream" que se baseia na série de televisão Heroes. Muitas das músicas do álbum são versões re-gravadas de faixas que foram incluídos no EP da banda lançado em 2005 Try This with Your Eyes Closed.

## Faixas
| N.º            | Título                                              | Duração |  |
| 1.             | "This Is Usually The Part Where People Scream"      | 3:45    |  |
| 2.             | "Goodbye, Goodnight , For Good"                     | 3:15    |  |
| 3.             | "Seduction"                                         | 4:45    |  |
| 4.             | "A Most Profound Quiet"                             | 3:17    |  |
| 5.             | "Red And Dying Evening"                             | 3:27    |  |
| 6.             | "Better Luck Next Time, Prince Charming"            | 3:19    |  |
| 7.             | "The Uninvited Thirteenth"                          | 3:40    |  |
| 8.             | "Sweetheart, You Are Sadly Mistaken"                | 5:22    |  |
| 9.             | "And They Call This Tragedy"                        | 3:42    |  |
| 10.            | "All Night Dance Parties In The Underground Palace" | 3:17    |  |
| 11.            | "Endings Without Stories"                           | 3:58    |  |
| 12.            | "As You Wish"                                       | 3:25    |  |
| 13.            | "Obsession Is Such An Ugly Word"                    | 5:57    |  |
| Duração total: | Duração total:                                      | 51:10   |  |

| Faixas Bônus Edição Japonesa |                     |         |  |
| N.º                          | Título              | Duração |  |
| 14.                          | "Beautiful in Blue" | 3:28    |  |
| Duração total:               | Duração total:      | 54:38   |  |

## Sobre as músicas
A maioria das músicas do álbum são baseadas nos contos dos Irmãos Grimm.
- De acordo com o vocalista e guitarrista, Shawn Milke, "This Is Usually the Part Where People Scream" é influenciado pelo programa de televisão Heroes. Quando a série estreou, "Salve a líder de torcida, salve o mundo" fechou todas as promoções de Heroes, que é semelhante a "É uma chance de salvar o mundo ou perder a garota. Vamos salvar o mundo. Heróis vão salvar o dia."
- "Seduction" é baseado em A Donzela Maleen, um conto sobre uma garota que está presa dentro de uma torre à esquerda com comida suficiente para sobreviver por apenas um ano. Quando ela finalmente escapa, ela descobre que seu verdadeiro amor é com outro.[3]
- "A Most Profound Quiet" é uma variação sobre a história Noivo O ladrão em que o noivo está dividido entre amar sua futura esposa, ou matá-la.
- "Better Luck Next Time, Prince Charming" alude ao conto da Branca de Neve.
- "The Thirteenth Uninvited" é baseada em A Bela Adormecida.
- "Sweetheart, You are Sadly Mistaken" é uma adaptação de João e Maria.
- "As You Wish" é sobre o romance/filme A Princesa Prometida, do ponto de vista de Westley.
- "Obsession Is Such an Ugly Word" é baseado no Pássaro de Fitcher: no conto, três irmãs são capturados por um assistente. Uma irmã descobre que os outros dois foram abatidos em um quarto que ela foi dada uma chave para, ela é avisada que pagaria se ela abrisse a porta.

## Gráficos
| Gráfico (2008)               | Posição maxíma |
| ---------------------------- | -------------- |
| Billboard Independent Albums | 11             |
| Billboard Hard Rock Albums   | 13             |
| Billboard 200                | 96             |

## Credítos
| Alesana - Shawn Milke - guitarra principal e base, teclados, piano, vocal - Adam Ferguson - guitarra base, vocal, violão (após faixa 3) - Shane Crump - baixo, guturais - Jeremy Bryan - bateria, percussão, vocal (na faixa 13) - Dennis Lee - guturais - Patrick Thompson - guitarra principal, vocal de apoio, vocal (na faixa 13) | Outros músicos - Melissa Milke - vocal (nas faixas 2, 4, 6, 8, e 12) Produção - Steve Evetts - Produção, engenhagem, mixagem - Alesana - Produção adiçional - Alan Douches - Masterização |